# Atrichopogon assimilis
Atrichopogon assimilis är en tvåvingeart som beskrevs av Ingram och John William Scott Macfie 1931. Atrichopogon assimilis ingår i släktet Atrichopogon och familjen svidknott. Inga underarter finns listade i Catalogue of Life.